# Liberaldemokratische Partei (Türkei)
Die Liberal Demokrat Parti (Deutsch: Liberal-Demokratische Partei, LDP) ist eine klassisch liberale Partei in der Türkei. Die LDP wurde im Jahr 1994 von dem türkischen Unternehmer Besim Tibuk als „Liberal Parti“ gegründet. Nach Daten, die im Januar 2023 veröffentlicht wurden, hat die Partei 4.579 Mitglieder.

## Geschichte
Tibuk war der Berater des türkischen Präsidenten Turgut Özal, bis Özal am 17. April 1993 verstarb. Nach dem Tod von Turgut Özal entschied sich Besim Tibuk, eine neue Partei zu gründen, um die liberale Bewegung in der Türkei zu betonen. Tibuk gründete die Partei zunächst als „Liberal Party“. Im Anschluss an dem außerordentlichen Parteitag am 26. Juli 1994 änderte sich der Name der Partei von der Liberal Parti zu „Liberal Demokratik Parti“. Nach dem Scheitern seiner Partei bei den allgemeinen Wahlen im Jahr 2002 trat Tibuk zurück. Cem Toker war der Vorsitzende der LDP vom 20. Juni 2005 bis zum 29. Januar 2017. Seitdem ist Gültekin Tırpancı der Vorsitzende der Partei.
Ehrenvorsitzender der Partei ist der ehemalige Parteivorsitzende und Tourismusunternehmer Besim Tibuk.

## Politische Ansichten

### Präsidialsystem
Die LDP setzte sich für eine Änderung des parlamentarischen Systems in der Türkei ein. Die Partei argumentierte, dass das aktuelle System politische Instabilität mit sich bringe und plädierte stattdessen für die Einführung eines Präsidialsystems im Stil der USA. Die LDP unterstützte jedoch das „Nein“-Lager im türkischen Verfassungsreferendum von 2017. Die Partei argumentierte, dass die vorgeschlagenen Änderungen der regierenden AKP nichts mit dem von der LDP favorisierten Präsidialsystem zu tun haben.

### Unternehmenspolitik
Die LDP unterstützt eine niedrige Besteuerung. Die Partei vertritt die Ansicht, dass nur drei Arten von Steuern eingeführt werden sollten: die Einkommensteuer, die ihrer Meinung nach von Unternehmen erhoben werden sollte, die mehr als 5 Personen beschäftigen, die Verbrauchssteuer, die ihrer Meinung nach nur vom Endverbraucher gezahlt werden sollte, und die Grundsteuer, um kommunale Kosten zu finanzieren.
Die LDP unterstützt die Abschaffung von Regierungsbehörden wie der SBB (Staatliche Finanzinstitution der Türkei) und setzt sich für die Vereinfachung von Unternehmensgründungs- und Schließungsverfahren ein. Die Partei lehnt alle von Regierungsbehörden durchgesetzten Steuern ab und befürwortet die Abschaffung der Pflichtmitgliedschaft in Industrie- und Handelskammern.

### LGBT-Rechte
Die LDP glaubt, dass LGBT-Rechte im Rahmen individueller Freiheiten liegen, befürwortet Steuerbefreiungen für Spenden an nichtstaatliche Organisationen, die Bildung im Bereich LGBT-Rechte bieten, und unterstützt höhere Strafen für Gewalttaten gegen LGBT-Personen. Die LDP hat außerdem erklärt, dass sie Pride-Paraden in der Türkei unterstützt.

### Frauenrechte
Die LDP unterstützt höhere Strafen für Gewalttaten gegen Frauen und befürwortet Steuerbefreiungen für Spenden an nichtstaatliche Organisationen, die Bildung im Bereich Frauenrechte bieten. Außerdem unterstützt die Partei die Gleichstellung der Geschlechter.